# AHL 2011/12
Die Saison 2011/12 war die 76. reguläre Saison der American Hockey League (AHL). Während der regulären Saison bestritten die 30 Teams der Liga jeweils 76 Begegnungen. Die jeweils acht besten Mannschaften der Eastern Conference und der Western Conference spielten anschließend in einer Play-off-Runde um den Calder Cup.

## Teamänderungen
Folgende Änderungen wurden vor Beginn der Saison vorgenommen:
- Die Manitoba Moose aus Winnipeg, Manitoba wurden nach St. John’s, Neufundland und Labrador umgesiedelt und nehmen jetzt unter dem Namen St. John’s IceCaps am Spielbetrieb teil.

## Reguläre Saison

### Abschlusstabellen
Abkürzungen: GP = Spiele, W = Siege, L = Niederlagen, OTL = Niederlage nach Overtime, SOL = Niederlage nach Shootout, GF = Erzielte Tore, GA = Gegentore, Pts = Punkte

Erläuterungen: In Klammern befindet sich die Platzierung innerhalb der Conference.

#### Eastern Conference
| Atlantic Division       | GP | W  | L  | OTL | SOL | GF  | GA  | Pts |
| ----------------------- | -- | -- | -- | --- | --- | --- | --- | --- |
| St. John’s IceCaps (3)  | 76 | 43 | 25 | 5   | 3   | 240 | 216 | 94  |
| Manchester Monarchs (8) | 76 | 39 | 32 | 2   | 3   | 207 | 208 | 83  |
| Portland Pirates (9)    | 76 | 36 | 31 | 4   | 5   | 223 | 254 | 81  |
| Providence Bruins (12)  | 76 | 35 | 34 | 3   | 4   | 193 | 214 | 77  |
| Worcester Sharks (13)   | 76 | 31 | 33 | 4   | 8   | 199 | 218 | 74  |

| Northeast Division          | GP | W  | L  | OTL | SOL | GF  | GA  | Pts |
| --------------------------- | -- | -- | -- | --- | --- | --- | --- | --- |
| Bridgeport Sound Tigers (4) | 76 | 41 | 26 | 3   | 6   | 233 | 219 | 91  |
| Connecticut Whale (6)       | 76 | 36 | 26 | 7   | 7   | 210 | 208 | 86  |
| Adirondack Phantoms (10)    | 76 | 37 | 35 | 2   | 2   | 204 | 217 | 78  |
| Springfield Falcons (11)    | 76 | 36 | 34 | 3   | 3   | 217 | 231 | 78  |
| Albany Devils (14)          | 76 | 31 | 34 | 6   | 5   | 190 | 226 | 73  |

| East Division                      | GP | W  | L  | OTL | SOL | GF  | GA  | Pts |
| ---------------------------------- | -- | -- | -- | --- | --- | --- | --- | --- |
| Norfolk Admirals (1)               | 76 | 55 | 18 | 1   | 2   | 273 | 180 | 113 |
| Wilkes-Barre/Scranton Penguins (2) | 76 | 44 | 25 | 2   | 5   | 235 | 215 | 95  |
| Hershey Bears (5)                  | 76 | 38 | 26 | 4   | 8   | 244 | 225 | 88  |
| Syracuse Crunch (7)                | 76 | 37 | 29 | 5   | 5   | 238 | 234 | 84  |
| Binghamton Senators (15)           | 76 | 29 | 40 | 5   | 2   | 201 | 243 | 65  |

#### Western Conference
| North Division             | GP | W  | L  | OTL | SOL | GF  | GA  | Pts |
| -------------------------- | -- | -- | -- | --- | --- | --- | --- | --- |
| Toronto Marlies (2)        | 76 | 44 | 24 | 5   | 3   | 217 | 175 | 96  |
| Rochester Americans (7)    | 76 | 36 | 26 | 10  | 4   | 224 | 221 | 86  |
| Lake Erie Monsters (10)    | 76 | 37 | 29 | 3   | 7   | 189 | 210 | 84  |
| Grand Rapids Griffins (13) | 76 | 33 | 32 | 7   | 4   | 245 | 249 | 77  |
| Hamilton Bulldogs (14)     | 76 | 34 | 35 | 2   | 5   | 185 | 226 | 75  |

| Midwest Division       | GP | W  | L  | OTL | SOL | GF  | GA  | Pts |
| ---------------------- | -- | -- | -- | --- | --- | --- | --- | --- |
| Chicago Wolves (4)     | 76 | 42 | 27 | 4   | 3   | 213 | 193 | 91  |
| Milwaukee Admirals (6) | 76 | 40 | 29 | 2   | 5   | 210 | 190 | 87  |
| Charlotte Checkers (9) | 76 | 38 | 29 | 3   | 6   | 209 | 214 | 85  |
| Peoria Rivermen (11)   | 76 | 39 | 33 | 2   | 2   | 217 | 207 | 82  |
| Rockford IceHogs (12)  | 76 | 35 | 32 | 2   | 7   | 207 | 228 | 79  |

| West Division            | GP | W  | L  | OTL | SOL | GF  | GA  | Pts |
| ------------------------ | -- | -- | -- | --- | --- | --- | --- | --- |
| Oklahoma City Barons (1) | 76 | 45 | 22 | 4   | 5   | 213 | 176 | 99  |
| Abbotsford Heat (3)      | 76 | 42 | 26 | 3   | 5   | 200 | 201 | 92  |
| San Antonio Rampage (5)  | 76 | 41 | 30 | 3   | 2   | 197 | 204 | 87  |
| Houston Aeros (8)        | 76 | 35 | 25 | 5   | 11  | 202 | 206 | 86  |
| Texas Stars (15)         | 76 | 31 | 40 | 3   | 2   | 224 | 251 | 67  |

### Beste Scorer
Mit 93 Punkten führte Chris Bourque die Scorerliste der AHL an. Seine 66 Assists waren der Bestwert dieser Saison, während Cory Conacher als bester Torschütze mit 39 Treffern erfolgreich war.
Abkürzungen: GP = Spiele, G = Tore, A = Assists, Pts = Punkte, +/- = Plus/Minus, PIM = Strafminuten; Fett: Saisonbestwert
| Spieler        | Team              | GP | G  | A  | Pts | PIM |
| -------------- | ----------------- | -- | -- | -- | --- | --- |
| Chris Bourque  | Hershey Bears     | 73 | 27 | 66 | 93  | 42  |
| Cory Conacher  | Norfolk Admirals  | 75 | 39 | 41 | 80  | 114 |
| Patrick Maroon | Syracuse Crunch   | 75 | 32 | 42 | 74  | 120 |
| T. J. Hensick  | Peoria Rivermen   | 66 | 21 | 49 | 70  | 20  |
| Keith Aucoin   | Hershey Bears     | 43 | 11 | 59 | 70  | 34  |
| Tyler Johnson  | Norfolk Admirals  | 75 | 31 | 37 | 68  | 28  |
| Trevor Smith   | Norfolk Admirals  | 64 | 25 | 42 | 67  | 70  |
| Travis Morin   | Texas Stars       | 76 | 13 | 53 | 66  | 46  |
| Ryan Potulny   | Hershey Bears     | 61 | 33 | 32 | 65  | 32  |
| Kris Newbury   | Connecticut Whale | 65 | 25 | 39 | 64  | 130 |

### Beste Torhüter
Abkürzungen: GP = Spiele; TOI = Eiszeit (in Minuten); W = Siege; L = Niederlagen; OTL = Overtime/Shootout-Niederlagen; GA = Gegentore; SO = Shutouts; Sv% = gehaltene Schüsse (in %); GAA = Gegentorschnitt; Fett: Saisonbestwert
| Spieler            | Team                 | GP | TOI     | W  | L  | OTL | GA  | SO | Sv%   | GAA  |
| ------------------ | -------------------- | -- | ------- | -- | -- | --- | --- | -- | ----- | ---- |
| Ben Scrivens       | Toronto Marlies      | 39 | 2292:40 | 22 | 15 | 1   | 78  | 4  | 0.926 | 2.04 |
| Yann Danis         | Oklahoma City Barons | 43 | 2544:46 | 26 | 14 | 2   | 88  | 5  | 0.924 | 2.07 |
| Cédrick Desjardins | Lake Erie Monsters   | 32 | 1935:35 | 16 | 11 | 5   | 68  | 3  | 0.932 | 2.11 |
| Jeremy Smith       | Milwaukee Admirals   | 56 | 3283:59 | 31 | 19 | 2   | 119 | 5  | 0.922 | 2.17 |
| Dustin Tokarski    | Norfolk Admirals     | 45 | 2582:34 | 32 | 11 | 0   | 96  | 5  | 0.913 | 2.23 |

## Calder-Cup-Playoffs

### Modus
Für die Playoffs qualifizierten sich in der Western Conference die acht punktbesten Mannschaften der North Division, Midwest Division und West Division. In der Eastern Conference gilt das gleiche für die acht punktbesten Mannschaften der Atlantic Division, Northeast Division und East Division.
Die auf der Setzliste am höchsten befindliche Mannschaft trifft immer auf die niedrigst gesetzte. Die erste Playoffrunde wird im Gegensatz zu den Vorjahren im Best-of-Five-Modus ausgetragen, alle übrigen Serien werden im Best-of-Seven-Modus ausgespielt, das heißt, dass ein Team vier Siege zum Erreichen der nächsten Runde benötigt. Das höher gesetzte Team hat dabei die ersten beiden Spiele Heimrecht, die nächsten beiden das gegnerische Team. Sollte bis dahin kein Sieger aus der Runde hervorgegangen sein, wechselt das Heimrecht von Spiel zu Spiel. So hat die höhergesetzte Mannschaft in Spiel 1, 2, 5 und 7, also vier der maximal sieben Spiele, einen Heimvorteil.
Bei Spielen, die nach der regulären Spielzeit von 60 Minuten unentschieden bleiben, folgt die Overtime, die im Gegensatz zur regulären Saison mit fünf Feldspielern gespielt wird. Die Drittel dauern weiterhin 20 Minuten und es wird so lange gespielt bis ein Team das erste Tor schießt.

### Playoff-Baum
|  | Conference Viertelfinale | Conference Viertelfinale       | Conference Viertelfinale |                                |                      | Conference Halbfinale | Conference Halbfinale | Conference Halbfinale |  |  | Conference-Finale | Conference-Finale | Conference-Finale |  |  | Calder-Cup-Finale | Calder-Cup-Finale | Calder-Cup-Finale |
|  |                          |                                |                          |                                |                      |                       |                       |                       |  |  |                   |                   |                   |  |  |                   |                   |                   |
|  | E1                       | Norfolk Admirals               | 3                        |                                |                      |                       |                       |                       |  |  |                   |                   |                   |  |  |                   |                   |                   |
|  | A2                       | Manchester Monarchs            | 1                        |                                |                      |                       |                       |                       |  |  |                   |                   |                   |  |  |                   |                   |                   |
|  | A2                       | Manchester Monarchs            | 1                        | E1                             | Norfolk Admirals     | 4                     |                       |                       |  |  |                   |                   |                   |  |  |                   |                   |                   |
|  |                          |                                |                          | E1                             | Norfolk Admirals     | 4                     |                       |                       |  |  |                   |                   |                   |  |  |                   |                   |                   |
|  |                          |                                | N2                       | Connecticut Whale              | 2                    |                       |                       |                       |  |  |                   |                   |                   |  |  |                   |                   |                   |
|  | N1                       | Bridgeport Sound Tigers        | N2                       | Connecticut Whale              | 2                    | 0                     |                       |                       |  |  |                   |                   |                   |  |  |                   |                   |                   |
|  | N1                       | Bridgeport Sound Tigers        |                          |                                |                      | 0                     |                       |                       |  |  |                   |                   |                   |  |  |                   |                   |                   |
|  | N2                       | Connecticut Whale              | 3                        |                                |                      |                       |                       |                       |  |  |                   |                   |                   |  |  |                   |                   |                   |
|  | N2                       | Connecticut Whale              | 3                        | E1                             | Norfolk Admirals     | 4                     |                       |                       |  |  |                   |                   |                   |  |  |                   |                   |                   |
|  |                          |                                |                          | E1                             | Norfolk Admirals     | 4                     | Western Conference    |                       |  |  |                   |                   |                   |  |  |                   |                   |                   |
|  |                          | A1                             | St. John’s IceCaps       | 0                              |                      |                       |                       |                       |  |  |                   |                   |                   |  |  |                   |                   |                   |
|  | A1                       | A1                             | St. John’s IceCaps       | 0                              | St. John’s IceCaps   | 3                     |                       |                       |  |  |                   |                   |                   |  |  |                   |                   |                   |
|  | A1                       |                                |                          |                                | St. John’s IceCaps   | 3                     |                       |                       |  |  |                   |                   |                   |  |  |                   |                   |                   |
|  | E4                       | Syracuse Crunch                | 1                        |                                |                      |                       |                       |                       |  |  |                   |                   |                   |  |  |                   |                   |                   |
|  | E4                       | Syracuse Crunch                | 1                        | A1                             | St. John’s IceCaps   | 4                     |                       |                       |  |  |                   |                   |                   |  |  |                   |                   |                   |
|  |                          |                                |                          | A1                             | St. John’s IceCaps   | 4                     |                       |                       |  |  |                   |                   |                   |  |  |                   |                   |                   |
|  |                          |                                | E2                       | Wilkes-Barre/Scranton Penguins | 3                    |                       |                       |                       |  |  |                   |                   |                   |  |  |                   |                   |                   |
|  | E2                       | Wilkes-Barre/Scranton Penguins | E2                       | Wilkes-Barre/Scranton Penguins | 3                    | 3                     |                       |                       |  |  |                   |                   |                   |  |  |                   |                   |                   |
|  | E2                       | Wilkes-Barre/Scranton Penguins |                          |                                |                      |                       |                       |                       |  |  |                   |                   |                   |  |  |                   |                   |                   |
|  | E3                       | Hershey Bears                  | 2                        |                                |                      |                       |                       |                       |  |  |                   |                   |                   |  |  |                   |                   |                   |
|  | E3                       | Hershey Bears                  | 2                        | E1                             | Norfolk Admirals     | 4                     |                       |                       |  |  |                   |                   |                   |  |  |                   |                   |                   |
|  |                          |                                |                          |                                |                      |                       |                       |                       |  |  |                   |                   |                   |  |  |                   |                   |                   |
|  |                          | N1                             | Toronto Marlies          | 0                              |                      |                       |                       |                       |  |  |                   |                   |                   |  |  |                   |                   |                   |
|  | W1                       | N1                             | Toronto Marlies          | 0                              | Oklahoma City Barons | 3                     |                       |                       |  |  |                   |                   |                   |  |  |                   |                   |                   |
|  | W1                       |                                |                          |                                | Oklahoma City Barons | 3                     |                       |                       |  |  |                   |                   |                   |  |  |                   |                   |                   |
|  | W4                       | Houston Aeros                  | 1                        |                                |                      |                       |                       |                       |  |  |                   |                   |                   |  |  |                   |                   |                   |
|  | W4                       | Houston Aeros                  | 1                        | W1                             | Oklahoma City Barons | 4                     |                       |                       |  |  |                   |                   |                   |  |  |                   |                   |                   |
|  |                          |                                |                          | W1                             | Oklahoma City Barons | 4                     |                       |                       |  |  |                   |                   |                   |  |  |                   |                   |                   |
|  |                          |                                | W3                       | San Antonio Rampage            | 1                    |                       |                       |                       |  |  |                   |                   |                   |  |  |                   |                   |                   |
|  | M1                       | Chicago Wolves                 | W3                       | San Antonio Rampage            | 1                    | 2                     |                       |                       |  |  |                   |                   |                   |  |  |                   |                   |                   |
|  | M1                       | Chicago Wolves                 |                          |                                |                      | 2                     |                       |                       |  |  |                   |                   |                   |  |  |                   |                   |                   |
|  | W3                       | San Antonio Rampage            | 3                        |                                |                      |                       |                       |                       |  |  |                   |                   |                   |  |  |                   |                   |                   |
|  | W3                       | San Antonio Rampage            | 3                        | W1                             | Oklahoma City Barons | 1                     |                       |                       |  |  |                   |                   |                   |  |  |                   |                   |                   |
|  |                          |                                |                          | W1                             | Oklahoma City Barons | 1                     | Eastern Conference    |                       |  |  |                   |                   |                   |  |  |                   |                   |                   |
|  |                          | N1                             | Toronto Marlies          | 4                              |                      |                       |                       |                       |  |  |                   |                   |                   |  |  |                   |                   |                   |
|  | N1                       | N1                             | Toronto Marlies          | 4                              | Toronto Marlies      | 3                     |                       |                       |  |  |                   |                   |                   |  |  |                   |                   |                   |
|  | N1                       |                                |                          |                                |                      |                       |                       |                       |  |  |                   |                   |                   |  |  |                   |                   |                   |
|  | N2                       | Rochester Americans            | 0                        |                                |                      |                       |                       |                       |  |  |                   |                   |                   |  |  |                   |                   |                   |
|  | N2                       | Rochester Americans            | 0                        | N1                             | Toronto Marlies      | 4                     |                       |                       |  |  |                   |                   |                   |  |  |                   |                   |                   |
|  |                          |                                |                          | N1                             | Toronto Marlies      | 4                     |                       |                       |  |  |                   |                   |                   |  |  |                   |                   |                   |
|  |                          |                                | W2                       | Abbotsford Heat                | 1                    |                       |                       |                       |  |  |                   |                   |                   |  |  |                   |                   |                   |
|  | W2                       | Abbotsford Heat                | W2                       | Abbotsford Heat                | 1                    | 3                     |                       |                       |  |  |                   |                   |                   |  |  |                   |                   |                   |
|  | W2                       | Abbotsford Heat                |                          |                                |                      |                       |                       |                       |  |  |                   |                   |                   |  |  |                   |                   |                   |
|  | M2                       | Milwaukee Admirals             | 0                        |                                |                      |                       |                       |                       |  |  |                   |                   |                   |  |  |                   |                   |                   |

### Calder-Cup-Finale
| 1. Juni 2012 19:30 Uhr | Norfolk Admirals Cory Conacher (12:21) Tyler Johnson (30:03) Brandon Segal (59:41) | 3:1 (1:0, 1:0, 1:1) Spielbericht Stand: 1:0 | Toronto Marlies Carter Ashton (43:57) | Norfolk Scope, Norfolk, Virginia Zuschauer: 7.229 |

| 2. Juni 2012 19:15 Uhr | Norfolk Admirals Richard Pánik (14:38) Alexandre Picard (35:17) Brandon Segal (48:26) Trevor Smith (55:52) | 4:2 (1:1, 1:0, 2:1) Spielbericht Stand: 2:0 | Toronto Marlies Joe Colborne (18:20) Juraj Mikuš (59:17) | Norfolk Scope, Norfolk, Virginia Zuschauer: 8.661 |

| 7. Juni 2012 19:00 Uhr | Toronto Marlies | 0:1 (1 OT) (0:0, 0:0, 0:0, 0:1) Spielbericht Stand: 0:3 | Norfolk Admirals Mike Kostka (69:09) | Ricoh Coliseum, Toronto, Ontario Zuschauer: 8.084 |

| 9. Juni 2012 15:00 Uhr | Toronto Marlies Mike Zigomanis (19:43) | 1:6 (1:1, 0:2, 0:3) Spielbericht Stand: 0:4 | Norfolk Admirals Richard Pánik (6:17) Mike Kostka (24:26) Tyler Johnson (36:45) Mike Kostka (40:44) Tyler Johnson (52:35) Pierre-Cédric Labrie (53:33) | Ricoh Coliseum, Toronto, Ontario Zuschauer: 8.084 |

### Calder-Cup-Sieger
| Calder-Cup-Sieger Norfolk Admirals | Torhüter: Jaroslav Janus, Dustin Tokarski Verteidiger: Keith Aulie, Mark Barberio, Jean-Philippe Côté, Jeff Dimmen, Radko Gudas, Scott Jackson, Mike Kostka, Charles Landry, Evan Oberg Angreifer: Mike Angelidis, Cory Conacher, Philip-Michaël Devos, Tyler Johnson, Alexander Killorn, Pierre-Cédric Labrie, Eric Neilson, Michel Ouellet, Ondřej Palát, Richard Pánik, Alexandre Picard, Brandon Segal, Trevor Smith, J. T. Wyman Cheftrainer: Jon Cooper General Manager: Julien BriseBois |

### Beste Scorer
Abkürzungen: GP = Spiele, G = Tore, A = Assists, Pts = Punkte, +/- = Plus/Minus, PIM = Strafminuten; Fett: Saisonbestwert
| Spieler          | Team                           | GP | G  | A  | Pts | PIM |
| ---------------- | ------------------------------ | -- | -- | -- | --- | --- |
| Alexandre Picard | Norfolk Admirals               | 18 | 9  | 7  | 16  | 48  |
| Trevor Smith     | Norfolk Admirals               | 18 | 5  | 11 | 16  | 20  |
| Cory Conacher    | Norfolk Admirals               | 18 | 2  | 13 | 15  | 28  |
| Tyler Johnson    | Norfolk Admirals               | 14 | 6  | 8  | 14  | 6   |
| Philippe Dupuis  | Toronto Marlies                | 17 | 4  | 10 | 14  | 20  |
| Matt Frattin     | Toronto Marlies                | 13 | 10 | 3  | 13  | 6   |
| Jerry D’Amigo    | Toronto Marlies                | 17 | 8  | 5  | 13  | 12  |
| Colin McDonald   | Wilkes-Barre/Scranton Penguins | 12 | 6  | 7  | 13  | 2   |
| Mark Arcobello   | Oklahoma City Barons           | 14 | 5  | 8  | 13  | 6   |
| Jon Matsumoto    | San Antonio Rampage            | 10 | 4  | 9  | 13  | 8   |

### Beste Torhüter
Abkürzungen: GP = Spiele; TOI = Eiszeit (in Minuten); W = Siege; L = Niederlagen; OTL = Overtime/Shootout-Niederlagen; GA = Gegentore; SO = Shutouts; Sv% = gehaltene Schüsse (in %); GAA = Gegentorschnitt; Fett: Saisonbestwert
| Spieler         | Team                           | GP | TOI     | W  | L | GA | SO | Sv%   | GAA  |
| --------------- | ------------------------------ | -- | ------- | -- | - | -- | -- | ----- | ---- |
| Dustin Tokarski | Norfolk Admirals               | 14 | 865:35  | 12 | 2 | 21 | 3  | 0.944 | 1.46 |
| Ben Scrivens    | Toronto Marlies                | 17 | 1029:37 | 11 | 6 | 33 | 3  | 0.935 | 1.92 |
| Cam Talbot      | Connecticut Whale              | 9  | 571:08  | 5  | 4 | 20 | 2  | 0.939 | 2.10 |
| Brad Thiessen   | Wilkes-Barre/Scranton Penguins | 12 | 756:25  | 6  | 6 | 27 | 0  | 0.908 | 2.14 |
| Danny Taylor    | Abbotsford Heat                | 7  | 425:43  | 4  | 3 | 16 | 0  | 0.917 | 2.26 |

## Vergebene Trophäen

### Mannschaftstrophäen
| Auszeichnung                                                     | Team                    |
| ---------------------------------------------------------------- | ----------------------- |
| Calder Cup Gewinner der AHL-Playoffs                             | Norfolk Admirals        |
| Richard F. Canning Trophy Gewinner des Eastern Conference-Finale | Norfolk Admirals        |
| Robert W. Clarke Trophy Gewinner des Western Conference-Finale   | Toronto Marlies         |
| Macgregor Kilpatrick Trophy Bestes Team der regulären Saison     | Norfolk Admirals        |
| Frank S. Mathers Trophy Bestes Team der East Division            | Norfolk Admirals        |
| Norman R. „Bud“ Poile Trophy Bestes Team der Midwest Division    | Chicago Wolves          |
| Emile Francis Trophy Bestes Team der Atlantic Division           | St. John’s IceCaps      |
| F. G. „Teddy“ Oke Trophy Bestes Team der Northeast Division      | Bridgeport Sound Tigers |
| Sam Pollock Trophy Bestes Team der North Division                | Toronto Marlies         |
| John D. Chick Trophy Bestes Team der West Division               | Oklahoma City Barons    |

### Individuelle Trophäen
| Auszeichnung                                                                                                   | Spieler          | Team                  |
| --- | ---------------- | --------------------- |
| Les Cunningham Award MVP der regulären Saison                                                                  | Cory Conacher    | Norfolk Admirals      |
| John B. Sollenberger Trophy Bester Scorer                                                                      | Chris Bourque    | Hershey Bears         |
| Willie Marshall Award Bester Torschütze                                                                        | Cory Conacher    | Norfolk Admirals      |
| Dudley „Red“ Garrett Memorial Award Bester Rookie                                                              | Cory Conacher    | Norfolk Admirals      |
| Eddie Shore Award Bester Verteidiger                                                                           | Mark Barberio    | Norfolk Admirals      |
| Aldege „Baz“ Bastien Memorial Award Bester Torhüter                                                            | Yann Danis       | Oklahoma City Barons  |
| Harry „Hap“ Holmes Memorial Award Torhüter mit dem geringsten Gegentorschnitt                                  | Ben Scrivens     | Toronto Marlies       |
| Louis A. R. Pieri Memorial Award Bester Trainer                                                                | Jon Cooper       | Norfolk Admirals      |
| Fred T. Hunt Memorial Award Für den Spieler, der durch Fairness, Einsatz und Hingabe herausragt                | Chris Minard     | Grand Rapids Griffins |
| Yanick Dupré Memorial Award Für den Spieler, der sich durch besonderen Einsatz in der Gesellschaft auszeichnet | Nick Petrecki    | Worcester Sharks      |
| Jack A. Butterfield Trophy MVP der Calder-Cup-Playoffs                                                         | Alexandre Picard | Norfolk Admirals      |

### All-Star-Teams
| First All-Star Team | First All-Star Team                          |
| ------------------- | -------------------------------------------- |
| Angriff:            | Chris Bourque – Keith Aucoin – Kyle Palmieri |
| Verteidigung:       | Mark Barberio – Paul Postma                  |
| Tor:                | Yann Danis                                   |

| Second All-Star Team | Second All-Star Team                            |
| -------------------- | ----------------------------------------------- |
| Angriff:             | Cory Conacher – T. J. Hensick – Jon DiSalvatore |
| Verteidigung:        | Brian Connelly – Clay Wilson                    |
| Tor:                 | Ben Bishop                                      |

| All-Rookie Team | All-Rookie Team                                |
| --------------- | ---------------------------------------------- |
| Angriff:        | Cory Conacher – Tyler Johnson – Gustav Nyquist |
| Verteidigung:   | Matt Donovan – Cade Fairchild                  |
| Tor:            | Eddie Pasquale                                 |